# رهیاب معمولی
رهیاب معمولی (نام علمی: Catuna crithea) نام یک گونه از سرده رهیاب‌ها است.